# Route nationale 46 (Madagascar)
Pour les articles homonymes, voir Route nationale 46.
La route nationale 46 (N 46) est une route nationale s'étendant de la N 7 jusqu'à Ambovombe Afovoany à Madagascar.

## Description
La route nationale 46 parcourt 19 kilomètres dans la région de Haute Matsiatra au centre de Madagascar.
Elle part de la N 7 entre Ambositra et Fianarantsoa et se dirige vers le nord-ouest jusqu'à Ambovombe Afovoany.

## Parcours
- croisement de la N 7
- Ambovombe Afovoany